# Stora Salbosjön
Stora Salbosjön är en sjö i Norrtälje kommun i Uppland och ingår i Skeboåns huvudavrinningsområde.